# Sally Hawkins
Sally Cecilia Hawkins (Londres, 27 de abril de 1976) é uma atriz britânica. Sua atuação com Poppy em Happy-Go-Lucky rendeu-lhe vários prêmios, inclusive o Globo de Ouro de Melhor Atriz - Comédia ou Musical. Seus outros papéis significantes são: Susan em Vera Drake (2004), Sue Trinder na série da BBC, Fingersmith (2005), Anne Elliot em Persuasion (2007),  Rita O'Grady em Made in Dagenham (2010) e Wonka (2023), onde interpreta a mãe do personagem título Willy Wonka. Foi indicada para o Oscar por seu
trabalho em Blue Jasmine (2013) e The Shape of Water (2017).
Em 2017, por seu desempenho em The Shape of Water, Hawkins recebeu inúmeras indicações a prêmios como o Oscar, na categoria de Melhor Atriz, o Globo de Ouro de Melhor Atriz - Drama, BAFTA de melhor atriz em cinema e outra indicação ao SAG Award de Melhor Atriz Principal.

## Biografia
Hawkins nasceu em Dulwich e foi criada em Blackheath, filha de Jacquiline Hawkins (née:Sinfield) e Colin Hawkins, autores e ilustradores de livros infantis. Seus pais têm ascendência católica irlandesa. Ela tem um irmão chamado Finbar Hawkins, um produtor cinematográfico.

## Carreira
Hawkins começou sua carreira como atriz teatral, em peças como Romeu e Julieta, The Cherry Orchard,Much Ado About Nothing, Sonho de uma Noite de Verão e Equívocos. Ela também teve pequenas aparições em séries de televisão como Casualty and Doctors. Hawkins fez seu primeiro desempenho notável no filme de Mike Leigh de 2002 , All or Nothing, como Samantha. Este foi o primeiro dos três filmes que Hawkins e Leigh fizeram juntos, o segundo foi Vera Drake (2004).
Ela também emprestou sua voz a inúmeras séries de rádio como a Concrete Cow, na qual também era escritora Ed Reardon's Week, Think the Unthinkable, Cash Cows, War with the Newts e The Party Line. Em 2007, ela interpretou Anne Elliot no filme para televisão de Jane Austen's Persuasion. Sua atuação foi bem recebida pelos críticos. No mesmo ano também fez um papel secundário no filme Cassandra's Dream de Woody Allen, estrelado por Colin Farrell e Ewan McGregor. Hawkins reuniu-se com Leigh pela terceira vez no filme de comédia Happy-Go-Lucky e a atuação recebeu aclamação da crítica, incluindo um Prêmio Globo de Ouro de Melhor Atriz em comédia ou música e o Urso de Prata para Melhor Atriz.
Em 2013, Hawkins estrelou juntamente com Cate Blanchett o filme Blue Jasmine, de Woody Allen, rendendo a ela sua primeira indicação ao Oscar, de Melhor Atriz Coadjuvante, bem como um BAFTA, o Globo de Ouro e recebeu vários outros elogios. No mesmo ano, ela estrelou All Is Bright, ao lado de Paul Giamatti e Paul Rudd.
Em 2017, estrelou o longa The Shape of Water, de Guillermo del Toro. Hawkins ganhou a aclamação da crítica pela atuação na obra, recebendo inúmeras indicações para melhor atriz principal, bem como indicações ao Globo de Ouro de Melhor Atriz - Drama e Prémio Screen Actors Guild de melhor atriz principal em cinema e uma indicação ao Oscar de Melhor Atriz.

## Prêmios e Indicações

#### Óscar
| Ano  | Categoria                | Indicação          | Notas    | Referência |
| ---- | ------------------------ | ------------------ | -------- | ---------- |
| 2014 | Melhor Atriz Coadjuvante | Blue Jasmine       | Indicado | [ 16 ]     |
| 2018 | Melhor Atriz             | The Shape of Water | Indicado |            |

#### Globo de Ouro
| Ano  | Categoria                                   | Indicação          | Notas    |  |
| ---- | ------------------------------------------- | ------------------ | -------- |  |
| 2009 | Melhor Atriz em Cinema - Comédia ou Musical | Happy-Go-Lucky     | Venceu   |  |
| 2014 | Melhor Atriz Coadjuvante em Cinema          | Blue Jasmine       | Indicado |  |
| 2018 | Melhor Atriz em Cinema - Drama              | The Shape of Water | Indicado |  |

#### Urso de Prata
| Ano  | Categoria    | Indicação      | Notas  |  |
| ---- | ------------ | -------------- | ------ |  |
| 2008 | Melhor Atriz | Happy-Go-Lucky | Venceu |  |

#### BAFTA
| Ano  | Categoria                | Indicação          | Notas    |  |
| ---- | ------------------------ | ------------------ | -------- |  |
| 2014 | Melhor Atriz Coadjuvante | Blue Jasmine       | Indicado |  |
| 2018 | Melhor Atriz             | The Shape of Water | Indicado |  |

#### SAG Awards
| Ano  | Categoria              | Indicação          | Notas    |  |
| ---- | ---------------------- | ------------------ | -------- |  |
| 2018 | Melhor Atriz Principal | The Shape of Water | Indicado |  |